# 6066 Hendricks
A 6066 Hendricks (ideiglenes jelöléssel 1987 SZ3) a Naprendszer kisbolygóövében található aszteroida. Edward L. G. Bowell fedezte fel 1987. szeptember 26-án.